# 康波
康波（法語：Campeaux，法語發音：[kɑ̃po] ⓘ）是法国瓦兹省的一个市镇，属于博韦区。

## 地理
康波（49°37'10"N, 1°45'23"E）面积11.46 平方千米，位于法国上法蘭西大區瓦兹省，该省份为法国北部内陆省份，北起索姆省，西接厄尔省和滨海塞纳省，南至塞纳-马恩省和瓦兹河谷省，东临埃纳省。
与康波接壤的市镇（或旧市镇、城区）包括：泰兰河畔卡尼、埃尔讷蒙布塔旺、泰兰河畔埃里库尔、米罗蒙、圣桑松拉波特里、福尔默里。

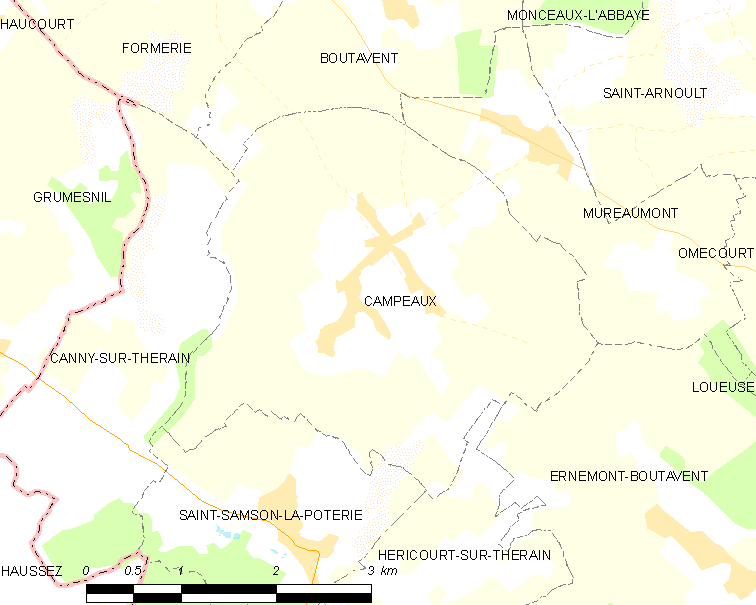
康波的OSM定位图

康波的时区为UTC+01:00、UTC+02:00（夏令时）。

## 行政
康波的邮政编码为60220，INSEE市镇编码为60122。

## 政治
康波所属的省级选区为格朗维利耶县。

## 人口

1962-2008年间康波人口变化图示

康波于2022年1月1日时的人口数量为485人。